# Serie A1 2013-2014 (rugby a 15)
La serie A1 2013-14 fu l'80º campionato di seconda divisione di rugby a 15 in Italia.
Si tenne dal 6 ottobre 2013 al 31 maggio 2014 tra 12 squadre a girone unico con una coda di play-off tra le prime tre classificate e la prima della serie A2: si trattò dell'ultimo torneo con tale configurazione perché nella stagione successiva non figurò più la serie A2 tra la A1 e la B, e la seconda divisione riprese il nome di serie A.
Fu l'ultimo torneo di seconda divisione a svolgersi con la formula dei play-off e play-out con la serie A2; dalla successiva edizione le due divisioni furono unificate nella ristrutturata serie A con promozione in Eccellenza e retrocessione in serie B.
Fu L’Aquila a dominare la stagione regolare, con 12 punti di vantaggio sul Pro Recco giunto alle sue spalle.
Gli abruzzesi giunsero direttamente alla finale-promozione per esclusione del Badia, vincitore della serie A2, dai play-off per inadempienze regolamentari; nell'altra semifinale i piacentini Lyons ebbero la meglio sulla squadra ligure e raggiunsero gli abruzzesi nella finale di Parma.
I neroverdi aquilani vinsero 28-18 e tornarono in massima divisione dopo appena un anno dall'ultima retrocessione.
Nessuna delle squadre di A1 retrocesse in serie B.

## Squadre partecipanti
| Club          | Sponsor | Città                 | Impianto interno        |
| ------------- | ------- | --------------------- | ----------------------- |
| Accademia FIR |         | Parma                 | Stadio XXV Aprile       |
| Brescia       |         | Brescia               | Stadio Invernici        |
| Colorno       |         | Colorno               | Stadio Maini            |
| CUS Verona    |         | Verona                | C.S. Gavagnin-Nocini    |
| Firenze 1931  |         | Firenze               | Stadio Padovani         |
| L’Aquila      |         | L'Aquila              | Stadio Fattori          |
| Lyons         |         | Piacenza              | Stadio Beltrametti      |
| Pro Recco     |         | Recco                 | Stadio Androne          |
| Romagna       |         | Cesena                | Campo Cervese Sud       |
| Roccia Rubano |         | Rubano                | Campo comunale di rugby |
| Udine         |         | Udine                 | Stadio Gerli            |
| Valpolicella  |         | San Pietro in Cariano | Campo sportivo comunale |

## Formula
Il campionato si tenne a girone unico; a essere interessati ai play-off e ai play-out furono le prime tre classificate e le ultime due.
Per quanto riguarda i play-off la loro composizione fu la seguente:
- la seconda e la terza classificata di serie A1 si incontrarono in doppio confronto nella prima semifinale, con gara d'andata in casa della terza classificata di A1[3].
- la vincitrice della serie A1 e quella di A2 si incontrarono nella seconda semifinale, sempre in doppio confronto, con gara d'andata in casa della prima classificata di A2[3].
- le vincitrici delle due semifinali si incontrarono per il titolo di campione d'Italia di serie A e la promozione in Eccellenza.
- le ultime due squadre di serie A1 incontrarono in spareggio-salvezza la ottava e la nona classificata della serie A2 in doppio confronto (la ottava contro la dodicesima di A2 e la nona contro la undicesima di A2, con gara d'andata in casa della squadra di A2); le due perdenti il doppio confronto retrocedettero in serie B, le vincenti mantennero la A2 o vi furono riassegnate[3].
- infine, fu previsto uno spareggio tra la seconda classificata di serie A2 e la decima di serie A1 per l'assegnazione alla serie A 2014-15[1], spareggio in seguito annullato dalla F.I.R. perché divenuto ininfluente.

## Stagione regolare
| 6-10-2013  | 1ª/12ª giornata              | 2-2-2014  |
| ---------- | ---------------------------- | --------- |
| 9-17       | Udine - Pro Recco            | 20-45     |
| 12-18      | Lyons - Colorno              | 19-9      |
| 48-13      | Accademia FIR - Rubano       | 28-18     |
| 41-9       | Valpolicella - Romagna       | 24-8      |
| 6-26       | Brescia - CUS Verona         | 3-24      |
| 27-10      | L'Aquila - Firenze 1931      | 34-5      |
|            |                              |           |
| 27-10-2013 | 4ª/15ª giornata              | 2-3-2014  |
| 40-35      | Pro Recco - Accademia FIR    | 18-39     |
| 8-19       | Rubano - Colorno             | 10-12     |
| 11-40      | Romagna - L'Aquila           | 20-45     |
| 18-26      | CUS Verona - Lyons           | 18-29     |
| 14-26      | Udine - Brescia              | 22-13     |
| 30-14      | Firenze 1931 - Valpolicella  | 14-29     |
|            |                              |           |
| 17-11-2013 | 7ª/18ª giornata              | 30-3-2014 |
| 22-44      | Rubano - Pro Recco           | 10-34     |
| 49-18      | Colorno - Romagna            | 30-26     |
| 29-27      | Accademia FIR - Valpolicella | 7-20      |
| 47-15      | CUS Verona - Firenze 1931    | 24-20     |
| 34-19      | L'Aquila - Brescia           | 22-14     |
| 22-7       | Lyons - Udine                | 40-21     |
|            |                              |           |
| 15-12-2013 | 10ª/21ª giornata             | 27-4-2014 |
| 24-10      | Valpolicella - Lyons         | 15-35     |
| 7-17       | Udine - Rubano               | 6-10      |
| 17-15      | Romagna - Firenze 1931       | 19-29     |
| 45-25      | Accademia FIR - CUS Verona   | 14-22     |
| 19-21      | Brescia - Pro Recco          | 14-19     |
| 20-13      | L'Aquila - Colorno           | 17-17     |

| 13-10-2013 | 2ª/13ª giornata              | 9-2-2014 |
| ---------- | ---------------------------- | -------- |
| 23-16      | Pro Recco - Valpolicella     | 12-29    |
| 29-3       | Colorno - Brescia            | 16-20    |
| 16-51      | Rubano - Lyons               | 19-33    |
| 23-31      | Romagna - Udine              | 6-17     |
| 7-42       | Firenze 1931 - Accademia FIR | 5-29     |
| 24-24      | CUS Verona - L'Aquila        | 17-23    |
|            |                              |          |
| 3-11-2013  | 5ª/16ª giornata              | 9-3-2014 |
| 19-14      | L'Aquila - Pro Recco         | 19-19    |
| 26-20      | Colorno - CUS Verona         | 26-36    |
| 34-9       | Rubano - Firenze 1931        | 24-11    |
| 50-17      | Lyons - Romagna              | 71-33    |
| 47-12      | Accademia FIR - Brescia      | 14-14    |
| 37-11      | Valpolicella - Udine         | 29-6     |
|            |                              |          |
| 1-12-2013  | 8ª/19ª giornata              | 6-4-2014 |
| 28-33      | Udine - Colorno              | 19-17    |
| 21-13      | Brescia - Rubano             | 20-16    |
| 14-23      | Romagna - CUS Verona         | 30-36    |
| 20-36      | Accademia FIR - Lyons        | 22-22    |
| 9-9        | Valpolicella - L'Aquila      | 25-26    |
| 26-20      | Pro Recco - Firenze 1931     | 45-17    |
|            |                              |          |
| 22-12-2013 | 11ª/22ª giornata             | 4-5-2014 |
| 42-20      | Pro Recco - Romagna          | 41-17    |
| 10-14      | Colorno - Accademia FIR      | 16-41    |
| 19-25      | Rubano - Valpolicella        | 19-12    |
| 32-5       | CUS Verona - Udine           | 8-10     |
| 19-16      | Firenze 1931 - Brescia       | 25-38    |
| 12-35      | Lyons - L'Aquila             | 13-33    |

| 20-10-2013 | 3ª/14ª giornata           | 16-2-2014 |
| ---------- | ------------------------- | --------- |
| 10-10      | Valpolicella - CUS Verona | 3-20      |
| 12-20      | Accademia FIR - Udine     | 10-16     |
| 34-25      | Brescia - Romagna         | 32-23     |
| 36-6       | L'Aquila - Rubano         | 19-14     |
| 24-16      | Colorno - Firenze 1931    | 34-13     |
| 20-3       | Lyons - Pro Recco         | 31-33     |
|            |                           |           |
| 10-11-2013 | 6ª/17ª giornata           | 23-3-2014 |
| 52-5       | Pro Recco - Colorno       | 24-29     |
| 39-24      | CUS Verona - Rubano       | 11-12     |
| 21-33      | Romagna - Accademia FIR   | 10-75     |
| 48-24      | Brescia - Valpolicella    | 19-19     |
| 13-34      | Udine - L'Aquila          | 9-21      |
| 19-19      | Firenze 1931 - Lyons      | 13-52     |
|            |                           |           |
| 8-12-2013  | 9ª/20ª giornata           | 13-4-2014 |
| 14-7       | CUS Verona - Pro Recco    | 15-24     |
| 8-14       | Colorno - Valpolicella    | 16-22     |
| 26-21      | Rubano - Romagna          | 17-12     |
| 39-6       | L'Aquila - Accademia FIR  | 35-37     |
| 27-10      | Lyons - Brescia           | 27-20     |
| 17-21      | Firenze 1931 - Udine      | 27-32     |

### Classifica
|  |     | Squadra       | G  | V  | N | P  | PF  | PS  | P±   | B  | Pt |
|  | --- | ------------- | -- | -- | - | -- | --- | --- | ---- | -- | -- |
|  | 1.  | L’Aquila      | 22 | 17 | 4 | 1  | 611 | 327 | 284  | 12 | 88 |
|  | 2.  | Pro Recco     | 22 | 15 | 1 | 6  | 603 | 439 | 164  | 14 | 76 |
|  | 3.  | Lyons         | 22 | 15 | 2 | 5  | 657 | 423 | 234  | 11 | 75 |
|  | 4.  | Accademia FIR | 22 | 13 | 2 | 7  | 647 | 448 | 199  | 15 | 71 |
|  | 5.  | CUS Verona    | 22 | 12 | 2 | 8  | 509 | 396 | 113  | 10 | 62 |
|  | 6.  | Valpolicella  | 22 | 11 | 3 | 8  | 468 | 388 | 80   | 11 | 61 |
|  | 7.  | Colorno       | 22 | 11 | 1 | 10 | 456 | 452 | 4    | 12 | 58 |
|  | 8.  | Brescia       | 22 | 8  | 2 | 12 | 421 | 506 | −85  | 7  | 43 |
|  | 9.  | Udine         | 22 | 9  | 0 | 13 | 344 | 496 | −152 | 4  | 40 |
|  | 10. | Roccia Rubano | 22 | 8  | 0 | 14 | 369 | 518 | −149 | 5  | 37 |
|  | 11. | Firenze 1931  | 22 | 3  | 1 | 18 | 356 | 647 | −291 | 8  | 22 |
|  | 12. | Romagna       | 22 | 1  | 0 | 21 | 400 | 801 | −401 | 7  | 11 |

## Verdetti
- L’Aquila: campione d'Italia serie A, promossa in Eccellenza.